# أحمد أباد (فريمان)
أحمد أباد (بالفارسية: احمدآباد) هي مستوطنة تقع في قسم سنغ بست الريفي في إيران. يقدر عدد سكانها بـ 404 نسمة بحسب إحصاء 2016.